# Myromeus gilmouri
Myromeus gilmouri är en skalbaggsart som beskrevs av Stefan von Breuning 1962. Myromeus gilmouri ingår i släktet Myromeus och familjen långhorningar.
Artens utbredningsområde är Sulawesi. Inga underarter finns listade i Catalogue of Life.